# Ozama (rijeka)
Ozama (špa. Rio Ozama) je rijeka u Dominikanskoj Republici.
Čitavom dužinom teče kroz Dominikansku Republiku. Izvor je na lokalitetu Loma Siete Cabezas u gorju Sierra de Yamasá u blizini mjesta Villa Altagracia.
Rijeka teče 148 km prije utjecanja u Karipsko more. Na kraju puta račva se u blizini glavnog grada Santo Dominga. Tri glavne pritoke Ozame su: Isabela, Sabita i Yabacao.
Prema legendi, Kristofor Kolumbo usidrio je svoj brod u rijeci Ozami, kada je prvi put stigao u Santo Domingo. 
Po rijeci je nazvan dvorac Fortaleza Ozama, koji je najstarija službena vojna građevina u Americi, europskog je podrijetla i još uvijek čitav.

## Vanjske poveznice
|  | Zajednički poslužitelj ima još gradiva o temi Ozama (rijeka) |